# Memory (альбом)
Memory (с англ. — «Память») — четвёртый мини-альбом южнокорейской гёрл-группы MAMAMOO. Он был выпущен лейблом RBW 7 ноября 2016 года и распространен CJ E&M Music. Он содержит восемь песен, в том числе синглы «New York» и «Décalcomanie», сингл с саундтреком «Woo Hoo» от LG G5 And Friends OST, а также саб-юниты «Dab Dab» и «Angel».

## Релиз
26 октября 2016 года Mamamoo объявили, что новый альбом будет выпущен в следующем месяце. Они начали дразнить альбом с 27 октября, разместив изображения участниц, музыкальные клипы, секретные коды и обнародование официального трек-листа. Перед этим были выпущены два выступления подгруппы и сингл перед выпуском, чтобы предвосхитить грядущее возвращение группы. Первая песня саб-юнита «Dab Dab» в исполнении рэп-лайна (Мунбёль и Хваса) намечена под номером 69. В то время как вторая песня саб-юнита «Angel» в исполнении вокальной линии (Сола и Хвиин) намечена выше на № 26. Первый сингл с альбома, «New York», был выпущен 21 сентября, песня вошла и достигла своего пика под номером 9 на цифровой диаграмме Gaon. Полный альбом, сопровождаемый двумя музыкальными клипами, один для заглавного трека, был выпущен 7 ноября.

## Композиции и промоушен
Mamamoo продюсировали Memory вместе с Ким До-Хуном, руководителем Rainbow Bridge World, который привел их к нынешнему успеху.

## Трек-лист
| №                   | Название                                    | Текст песни                                             | Музыка                    | Arrangement                     | Длительность |
| ------------------- | ------------------------------------------- | ------------------------------------------------------- | ------------------------- | ------------------------------- | ------------ |
| 1.                  | «Memory» (그리고 그리고 그려봐)             | Solar, Moonbyul, Kim Do-hoon                            | Kim Do-hoon               | Shinmin                         | 3:52         |
| 2.                  | «Décalcomanie» (데칼코마니)                 | Solar, Moonbyul, Hwasa, Kim Do-hoon                     | Kim Do-hoon               | Kim Do-hoon, MGR, Park Woo-sang | 3:36         |
| 3.                  | «New York»                                  | Moonbyul, Park Woo-sang                                 | Park Woo-sang             | Park Woo-sang                   | 3:02         |
| 4.                  | «Moderato» (sung by Wheein feat. Hash Swan) | Wheein, Park Woo-sang, Hash Swan                        | Wheein, Park Woo-sang     | Park Woo-sang                   | 3:59         |
| 5.                  | «Angel» (sung by Solar & Wheein)            | Park Woo-sang                                           | Park Woo-sang             | Park Woo-sang                   | 3:33         |
| 6.                  | «Dab Dab» (sung by Hwasa & Moonbyul)        | Park Woo-sang, Kim Ma-cho                               | Park Woo-sang, Kim Ma-cho | Park Woo-sang, Kim Ma-cho       | 2:50         |
| 7.                  | «I Love Too» (놓지 않을게)                  | Moonbyul, Solar, Hwasa                                  | Kim Do-hoon               | Choi Yong-chan                  | 4:25         |
| 8.                  | «Woo Hoo» (기대해도 좋은 날)                | Cosmic Sound, Cosmic Girl, Jang Yoon-seo, Park Woo-sang | Cosmic Sound, Cosmic Girl | Cosmic Sound, Cosmic Girl       | 3:14         |
| Общая длительность: | Общая длительность:                         | Общая длительность:                                     | Общая длительность:       | Общая длительность:             | 28:31        |

## Чарты
| Чарты (2016)                | Высшая позиция |
| --------------------------- | -------------- |
| South Korean Albums (Gaon)  | 3              |
| US World Albums (Billboard) | 12             |

| Чарты (2016)               | Высшая позиция |
| -------------------------- | -------------- |
| South Korean Albums (Gaon) | 9              |

| Чарты (2016)               | Высшая позиция |
| -------------------------- | -------------- |
| South Korean Albums (Gaon) | 62             |

| Чарты (2016)       | Высшая позиция |
| ------------------ | -------------- |
| South Korea (Gaon) | 9              |

| Чарты (2016)                            | Высшая позиция | South Korea (Gaon) | 2 |
| South Korea (Kpop Hot 100)              | 53             |                    |   |
| US World Digital Song Sales (Billboard) | 12             |                    |   |

## Победы

### Музыкальные программы
| Программы          | Песня          | Дата            |
| ------------------ | -------------- | --------------- |
| The Show (SBS MTV) | «Decalcomanie» | 29 ноября, 2016 |